# Hullámoptika
A hullámoptika, más néven fizikai optika a fizikában az optika azon területe, amely a fényt mint elektromágneses hullámot értelmezi. Segítségével magyarázhatók meg a szín, az interferencia, a diffrakció és a fénypolarizáció, amik geometriai optikával nem magyarázhatók meg.

## Története
Már a 17. században ismert volt, hogy a fény egyenes sugarakként való értelmezése nem teljes: a diffrakció és az interferencia nem magyarázhatók vele meg. Christiaan Huygens 1650 körül felfedezte, hogy a fény a víz hullámaihoz hasonló terjedése megmagyarázná a jelenségeket. Azonban csak a 19. században lett elfogadott a hullámelmélet a kétrés-kísérlet révén. Joseph von Fraunhofer és Augustin-Jean Fresnel munkái építették tovább az elméletet. Friedrich Magnus Schwerd a hullámelméletet átfogó diffrakciós kísérletei megmagyarázására használta.

## Korlátai
Vannak a hullámoptikával meg nem magyarázható jelenségek. Ide tartozik a Wilhelm Hallwachs által 1887-ben felfedezett fényelektromos jelenség. Einstein a fény és anyag közti kölcsönhatást a kvantumhipotézissel magyarázta. Ekkortól beszélhetünk hullám-részecske kettősségről. Az, hogy a fény hullámként és részecskeként is képes viselkedni, alapvető fontosságú a mai kvantumfizika számára.

## Fordítás
Ez a szócikk részben vagy egészben  a   Wellenoptik című német Wikipédia-szócikk fordításán alapul.  Az eredeti cikk szerkesztőit annak laptörténete sorolja fel. Ez a jelzés csupán a megfogalmazás eredetét és a szerzői jogokat jelzi, nem szolgál a cikkben szereplő információk forrásmegjelöléseként.